# 小型船舶用火せん

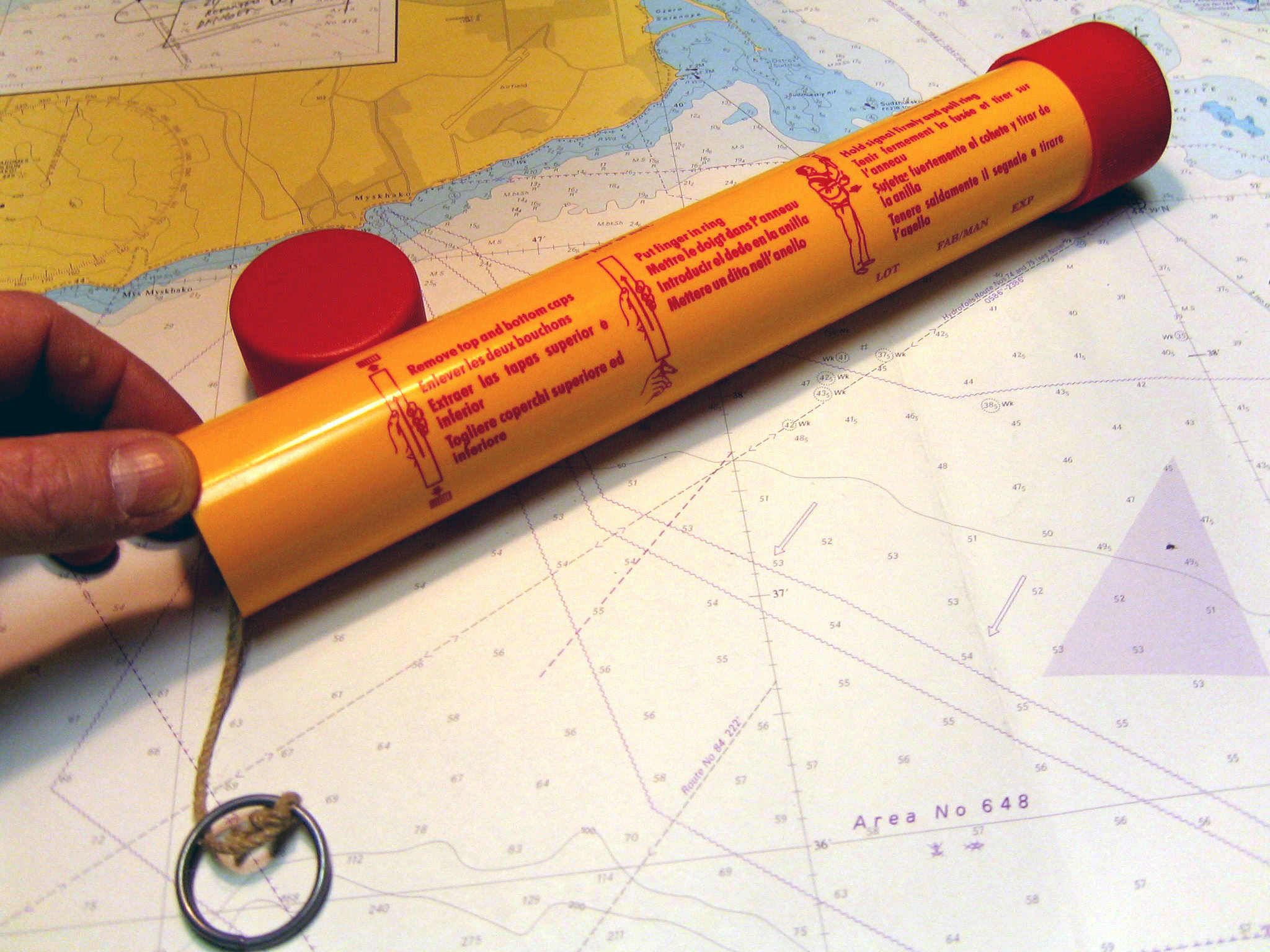
船舶用ロケット・パラシュートシグナル。左側リングの取り付けられたヒモを引くとキャップがされた右側からフレアが発射される

小型船舶用火せん（こがたせんぱくようかせん）とは、打ち上げ式の遭難信号で、遭難時に救助を求めるための小型船舶の法定備品の1つである。航行区域が、平水・限定沿海の場合は装備する必要はない（一部例外を除く）。沿海の場合は2本装備する必要があるが、日本小型船舶検査機構の定める有効な無線設備を装備した場合は装備することを免除される（一部例外を除く）。
火せんは漢字で火箭と表記。英語ではロケット・パラシュート・シグナル（Rocket Parachute Signal）パラシュート・シグナル（Parachute signal）とも呼ばれる。

## 使用法
遭難時に、後ろのネジを外すと出てくる紐を引く事によって、２つ星流星信号を約100m上空へ打ち上げることができ、他の船舶やヘリコプターなどに救助を求める事が出来る。

## 問題点
子供のいたずらや不注意による誤発射などによる、火傷などの事故も発生している。メーカーは専用収納ケースに収納する、注意書きを大きく表示するなどの対策をしている。また、光るだけなので、他の船舶などに気づいてもらいにくいという問題もある。